# Never Again (film 1910 Powell)
Never Again (o Never Again!) è un cortometraggio muto del 1910 diretto da  Frank Powell. Prodotto e distribuito dalla Biograph Company, il film - girato in California, a Brentwood (Los Angeles) - uscì nelle sale cinematografiche USA il 20 giugno 1910.

## Trama
Clarence e Felix sono rivali in amore: l'oggetto della contesa è la graziosa Letty che, immaginando che Clarence faccia la corte a sua cugina, accetta di andare in barca con Felix. I due hanno un incidente e Felix finisce in mare insieme ai remi, lasciando la ragazza sopra la barca alla deriva. Il giovane si mette a cercare Letty, credendo che sia affogata. Lei, invece, è stata salvata da Clarence che è arrivato in suo soccorso con un'altra barca.

## Produzione
Il film fu prodotto dalla Biograph Company e venne girato in California, a Brentwood (Los Angeles).

## Distribuzione
Il film - un cortometraggio di 180 metri - uscì nelle sale statunitensi il 20 giugno 1910, distribuito dalla Biograph Company. Nelle proiezioni, veniva programmato con il sistema dello split reel, accorpato in un'unica bobina con un altro cortometraggio prodotto dalla Biograph e diretto da Frank Powell, May and December.
Copia del film viene conservata negli archivi del "Mary Pickford Institute for Film Education film collection".